# روبرت غراهام (رجل أعمال)
روبرت غراهام (بالإنجليزية: Robert S. Graham)‏ هو شخصية أعمال أمريكي، ولد في 9 يناير 1972 في فورت والتون بيتش في الولايات المتحدة.